# CV-181
La CV-181 est autoroute urbaine en projet qui reliera la CV-10 à la nationale N-340 et à la CS-22 au sud de Castellón de la Plana.
Elle permettra d'accéder directement au port sans traverser la ville depuis la CV-10 et l'autoroute AP-7 située tout près des zones industrielles de la ville.
De plus c'est une autovia nécessaire car elle dessert le port industriel de Castellón de la Plana depuis ces autoroutes dont les transporteurs pourront utiliser directement sans prendre la route nationale de 1x1 voie.

## Tracé
- Elle va se détacher de la CV-10 au sud de Castellón de la Plana pour ensuite croiser l'AP-7.
- Elle prolongera ensuite la CS-22 au niveau du croisement avec la N-340.